# Apicia aurelia
Apicia aurelia là một loài bướm đêm trong họ Geometridae.